# Унэби (бронепалубный крейсер)
«Унэби» (畝傍) — бронепалубный крейсер Японского Императорского флота. Спроектирован и построен во Франции, на верфях Forges et Chantiers de la Gironde. Назван в честь горы Унэби высотой 199,2 метра в префектуре Нара, рядом с древней столицей Японии Асука.

## Описание
Бронепалубный крейсер французской постройки, сравнимый с крейсерами типа «Нанива», но в отличие от них, имеющий парусное вооружение.

## История службы

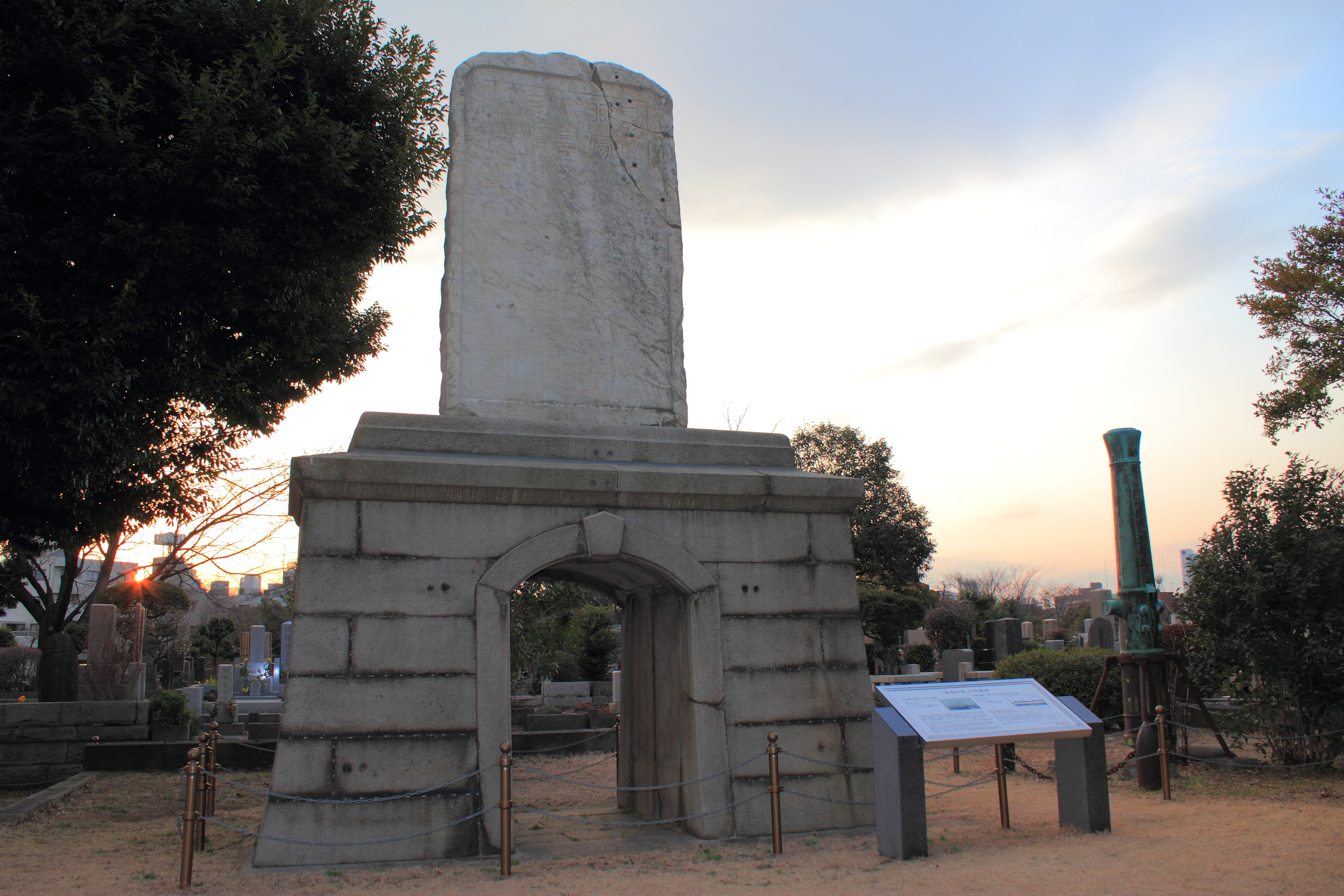
Памятник погибшим на «Унэби» и «Тисиме»

После приёма в боевой состав флота крейсер под командой японских офицеров с французской перегоночной командой начал переход в Японию. 3 декабря 1886 года «Унэби» вышел из Сингапура и бесследно исчез в Южно-Китайском море. Тел погибших и обломков не было обнаружено, что стало причиной появления большого количества гипотез и домыслов о причинах гибели корабля. Основной версией считается гибель в тайфуне из-за неудовлетворительной остойчивости.
«Унэби» был исключён из списков флота 19 октября 1887 года, члены его экипажа объявлены погибшими. Это единственный случай бесследного исчезновения в истории Японского флота. После гибели «Унэби» был отменён заказ на строительство второго крейсера этого типа, французская верфь была вынуждена выплатить компенсацию. На эти деньги в Шотланлии, на верфи «J & G Thomson» был заказан броненосный крейсер «Чиода». Начав строить крейсер «Чиода», «J & G Thomson» поменяли название на «J. & G. Thomson Ltd.» — возможно, из-за случая с «Унэби».
На кладбище Аояма в Токио воздвигнут памятник морякам, погибшим на «Унэби».

## Галерея

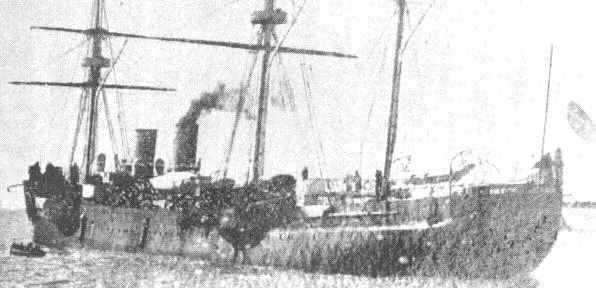
В пути, вскоре после выхода из Гавра
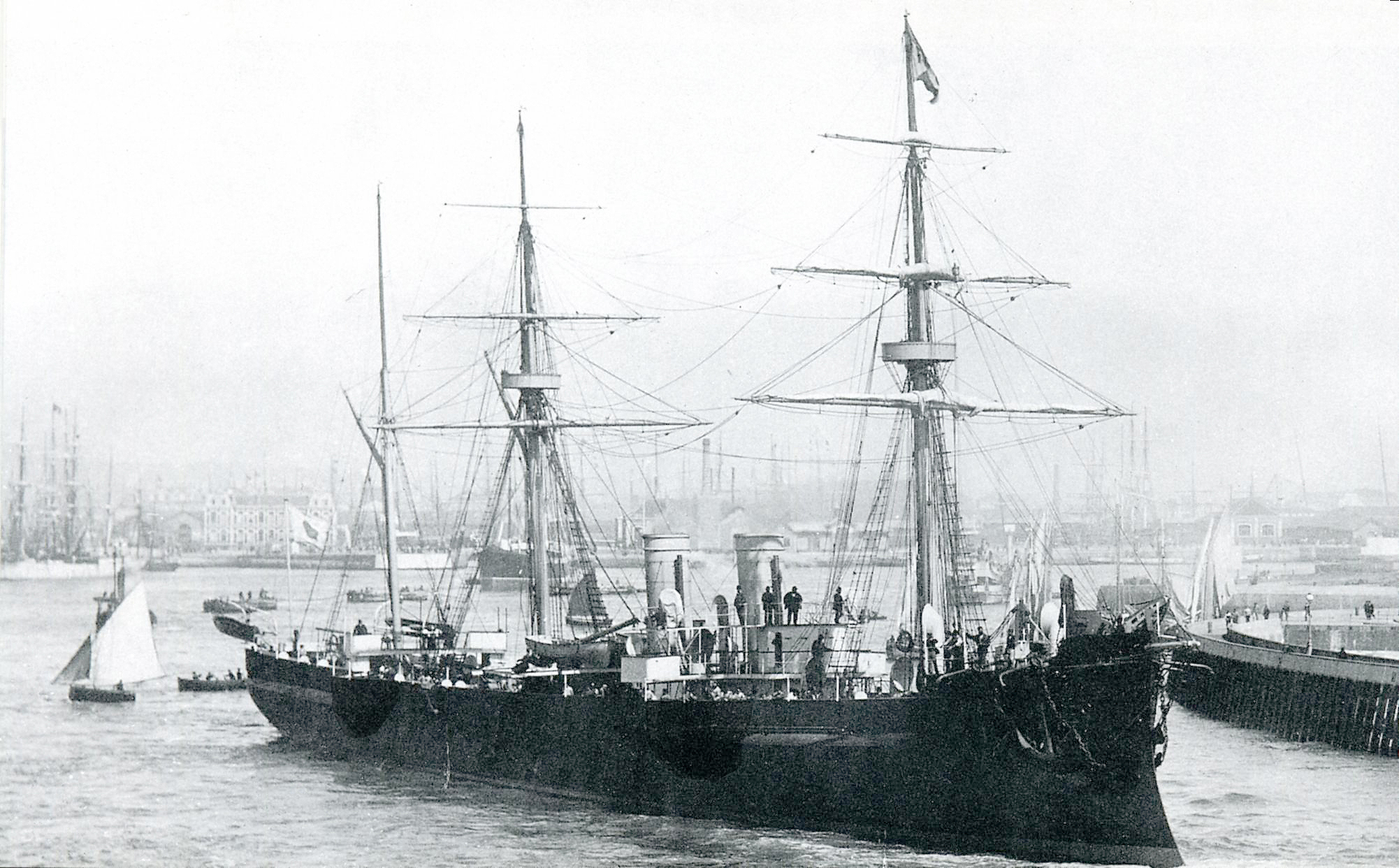
В Гавре, 1886